# 도전! 하이&로
도전! 하이&로는 2005년 7월 5일부터 2005년 10월 25일까지 SBS에서 방영된 예능프로그램이다. 

## 기획 의도
온 가족이 함께 볼 수 있는 생활 밀착형 정보 버라이어티 프로그램이다. 